# Katie Hill
Katherine Lauren Hill (Abilene, 25 agosto 1987) è una politica statunitense, membro della Camera dei rappresentanti per la California dal 3 gennaio al 1º novembre 2019.

## Biografia
Nata ad Abilene, nel Texas, è cresciuta a Santa Clarita, in California, da padre tenente della polizia e madre infermiera. Si è laureata in inglese e ha ottenuto un master in pubblica amministrazione. Dopo aver intrapreso una carriera da avvocato entra in politica per la prima volta nel 2018, quando decide di candidarsi da democratica alla Camera dei rappresentanti per la California nel distretto 25, vincendo poi alle elezioni battendo il repubblicano uscente Steve Knight, entrando in carica il 3 gennaio 2019.

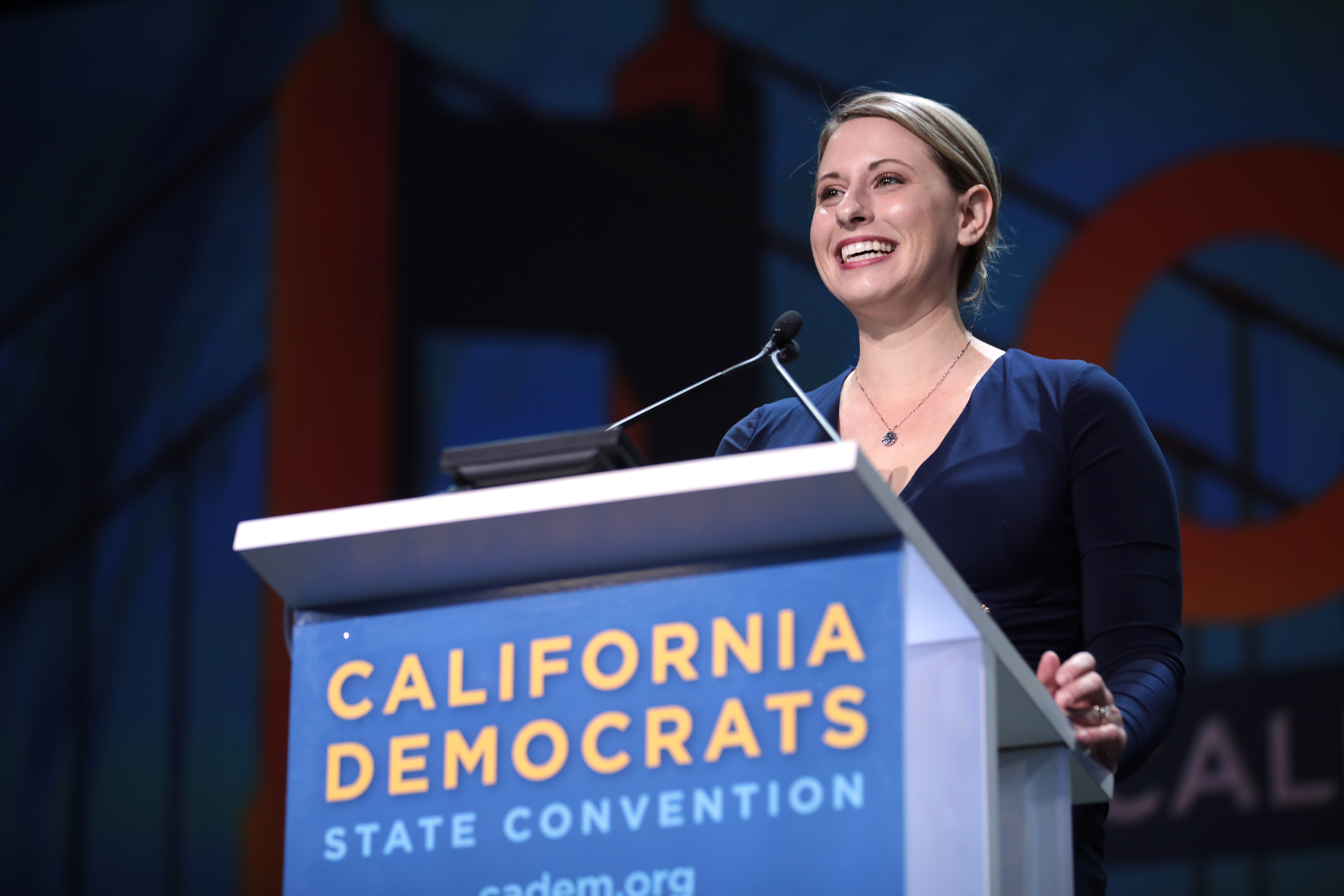
Hill parla alla convention del Partito Democratico in California

Prima donna californiana apertamente bisessuale ad essere eletta al Congresso statunitense, si sposò nel 2010 con l'artista Kenny Heslep. Nell'ottobre 2019 il marito fece richiesta di divorzio quando sui media emersero delle accuse secondo cui la Hill avrebbe avuto relazioni con membri del suo staff del Congresso. La Hill negò inizialmente le accuse, poi supportate tuttavia anche da fotografie pubblicate sui giornali, e dalle quali si scoprì che alcune relazioni erano condivise col marito sui social network. Fu aperta subito un'indagine dalla United States House Committee on Ethics, essendo vietate le relazioni tra congressisti e membri dello staff dal regolamento entrato in vigore dal 2018. Scaricata dalla leadership Democratica al Congresso, a partire dalla Speaker della Camera dei Rappresentanti Nancy Pelosi, la Hill ha annunciato le proprie dimissioni via Twitter il 27 ottobre 2019, cessando ufficialmente il proprio mandato il 1º novembre.